# レイとルリのスイートライフ
『レイとルリのスイートライフ』はこいずみまりの4コマ漫画。竹書房の雑誌「まんがくらぶオリジナル」（月刊）において1999年8月号から2001年1月号まで連載されていた。成年向け四コマ漫画を多数執筆していた当時の著者にとって、本作は初めての非成年向け四コマ（要するに普通の四コマ漫画）となった。

## 作品概要
同じ部屋に住み、同じ会社に勤める一玲（にのまえれい）と千堂ルリが繰り広げるコメディー四コマ。美人でクールで仕事もできる一玲は、男性的イメージのする頼れる女性だが、実は甘い物や可愛いものが大好き。一方の千堂ルリは、見た目もかわいく頼りなく、男性の保護欲を誘う美少女だが、実は酒と男に溺れる生活をモットーにしている。正反対の生き方をする二人を中心に展開する日常生活は、こいずみまりの流麗な絵と相俟って、軽快な笑いを誘う作品となっている。
本作はこいずみまりにとって初の非成年向け四コマである。そのため著者特有のエロと下ネタは制限され、著者の代表作『愛のふじつぼ』『コイズミ学習ブック』とは明らかに基調が異なる。しかし『ガーデンオブエデン』や『CUT×OUT』などの思索的漫画ではなく、むしろ『ねこまんが』や『家政婦のエツ子さん』に代表される日常の笑いを基調としている。ただし変人も多く登場させることで、こいずみまり独特の世界観も残している。

## 主な登場人物
一 玲（にのまえ れい）
主人公。一玲は、一（にのまえ）玲（れい）と呼ぶ。千堂ルリと同棲中。
クールで仕事もできる活動的な美女。
隙のない日常生活を送っているため、男性からアプローチを受けることがなく、むしろ女性に人気がある。
酒に強いと思われているが、実は全く飲めない。
男性的なイメージを抱かれているが、チョコやお菓子といった甘いものが大好物。
小説家になるのが夢。
異性とのお付き合いは未だかつてない。
千堂 ルリ（せんどう るり）
主人公。一玲と同棲中。
「砂糖菓子」のようだと表現されるほど、ふわふわやわらかな美少女風の娘。しかし自宅では鼻から煙草の煙を噴かしビールを浴びるように飲む、おっさんそのものな私生活を送っている。
人前では優しく穏やかだが、酒と男が大好きで、それを人生の目的としている。また、影で自分に言い寄る男を嘲笑う等、毒舌かつ腹黒い性格。
かわいく頼りなく見せることが自分を引き立たせる術であることを知り、それを実践する知恵者でもある。
酒飲みの為か甘い物は苦手だが、人前ではスイーツ好きのようにふるまう事も。
一玲のことをそれとなく気遣うなど、優しい側面もある。
脳沢ヒサトシ
本作中盤以後の登場人物。見た目は美少年風。
チーくんを自称し（他人にも強要し）、また女性経験がないことを公言している。
新人研修で一玲に指導されたが、部内で最も優秀な成績を挙げた。
当初は千堂ルリの「玲は男性経験も豊富」というウソを信じて期待と尊敬の眼差しを送っていたが、研修終了後には一玲に男性経験が無い事を見抜き、千堂ルリからも本当に童貞なのか訝しまれた。
本作最後に彼女が出来たことを報告している。
課長
妻一人、子一人。一玲や千堂ルリの上司。
「登場人物紹介」に顔と名前（課長）が出るも、全編を通じてそれほど出番は多くない。
部下に仕事を配分し、適度に部下の特性を見抜く一般的上司。
フリマで服を売っていた一玲と千堂ルリを見つけ、両者の生活を心配する側面もある。
九条課長
バツイチ。
甘いマスクと優しい物腰で女性社員の人気を集めている。
千堂ルリの本性を見破った数少ない人物。
処女にしか興味がない。そのため処女でない女性は誘わず、また誘った相手も処女でなくなると捨てるという作中随一のクズ男。
一玲に言い寄ったが、千堂ルリにそれとなく邪魔され失敗した。

## 書誌情報
『レイとルリのスイートライフ』は、竹書房の雑誌「まんがくらぶオリジナル」（月刊）において1999年8月号から2001年1月号まで連載され、それを中心に編纂された単行本が2001年に竹書房から発売された。
- 『レイとルリのスイートライフ』全1巻(2001年) ISBN 4-8124-5495-6